# 良王町
良王町（りょうおうちょう）は、愛知県津島市の地名。現行行政地名は良王町一丁目及び良王町二丁目。

## 地理
津島市西部に位置する。東は昭和町、西は北町・米之座町、南は宝町、北は片岡町に接する。

## 歴史

### 沿革
- 1953年（昭和28年） - 津島市大字津島の一部により、同市良王町として成立[1]。

## 世帯数と人口
2018年（平成30年）1月1日現在の世帯数と人口は以下の通りである。
| 丁目         | 世帯数 | 人口  |
| ------------ | ------ | ----- |
| 良王町一丁目 | 70世帯 | 147人 |
| 良王町二丁目 | 27世帯 | 70人  |
| 計           | 97世帯 | 217人 |

### 人口の変遷
国勢調査による人口の推移
| 1995年（平成7年）  | 333人 | [ 7 ]  |  |
| 2000年（平成12年） | 278人 | [ 8 ]  |  |
| 2005年（平成17年） | 246人 | [ 9 ]  |  |
| 2010年（平成22年） | 239人 | [ 10 ] |  |
| 2015年（平成27年） | 223人 | [ 11 ] |  |

## 学区
市立小・中学校に通う場合、学区は以下の通りとなる。また、公立高等学校に通う場合の学区は以下の通りとなる。
| 丁目         | 番・番地等 | 小学校           | 中学校             | 高等学校 |
| ------------ | ---------- | ---------------- | ------------------ | -------- |
| 良王町一丁目 | 全域       | 津島市立北小学校 | 津島市立藤浪中学校 | 尾張学区 |
| 良王町二丁目 | 全域       | 津島市立北小学校 | 津島市立藤浪中学校 | 尾張学区 |

## 施設
- 井鈴毛織[6]北緯35度10分47.8秒 東経136度43分37.6秒 / 北緯35.179944度 東経136.727111度
- 近藤毛織[6]
- 津島税務署[6]北緯35度10分54.6秒 東経136度43分36.8秒 / 北緯35.181833度 東経136.726889度
- 真言宗智山派不動院[6]北緯35度10分52.5秒 東経136度43分34.8秒 / 北緯35.181250度 東経136.726333度

## 史蹟
- 津島市指定文化財 - 木造地蔵菩薩座像・鰐口・絹本着色十二天画像[6]

## その他

### 日本郵便
- 郵便番号 : 496-0814[4]（集配局：津島郵便局[14]）。

## ゆかりのある人物
- 池田猛（三興コロイド化学社長） - 住所が良王町1丁目[15]。